# Mikhail Kizeyev
Mikhail Alekseyevich Kizeyev (tiếng Nga: Михаил Алексеевич Кизеев; sinh ngày 17 tháng 3 năm 1997) là một cầu thủ bóng đá người Nga. Anh thi đấu cho F.K. Zenit-2 Sankt Peterburg.

## Sự nghiệp câu lạc bộ
Anh có màn ra mắt tại Giải bóng đá Quốc gia Nga cho F.K. Zenit-2 Sankt Peterburg vào ngày 24 tháng 9 năm 2017 trong trận đấu với FC Olimpiyets Nizhny Novgorod.